# Tanacetum changaicum
Tanacetum changaicum — вид рослин з роду пижмо (Tanacetum) й родини айстрових (Asteraceae).

## Середовище проживання
Ендемік Монголії. Населяє модринові ліси та їхні узлісся, дерново-скельні поля та кам'янисті місця на верхній межі лісу.